# عبد الرحمن العراجة
عبد الرحمن العراجة مواليد 19 أغسطس 1994 في القصيم، السعودية، هو لاعب كرة قدم سعودي يلعب في نادي البجادية.

## مسيرة اللاعب
لعب لنادي التعاون ونادي النجمة ونادي الهلالية ونادي البجادية.